# David Goffin
David Goffin (født 7. december 1990) er en belgisk professionel tennisspiller. Han er rangeret som nr. 7 på ATP-ranglisten, som også er den højeste placering han har opnået. Goffin har (pr. februar 2018) vundet 4 ATP-titler. De bedste resulter han i Grand Slam sammenhæng har opnået er en kvartfinale i henholdsvis French Open 2016 og Australian Open 2017. 

## Eksterne Henvisninger
- David Goffins opslag i Munzinger Sportsarchiv (tysk)
- David Goffins profil på Olympics.com (engelsk)
- David Goffins profil på Sports-Reference OL-resultater (arkiveret) (engelsk)
- David Goffins profil på Olympedia (engelsk)
- David Goffins profil hos ATP World Tour (engelsk)
- David Goffins profil hos ITF Tennis (engelsk)
- David Goffins profil hos Davis Cup (engelsk)
- David Goffins profil hos ITF Tennis (engelsk)
- David Goffins profil hos as.com (spansk)